# Carry You Home (James Blunt)
Carry You Home è un singolo del cantautore britannico James Blunt, pubblicato il 17 marzo 2008 come terzo estratto dal secondo album in studio All the Lost Souls.

## Descrizione
Il singolo, scritto da James Blunt insieme a Max Martin e prodotto da Tom Rothrock, è uscito nei negozi il 17 marzo 2008, ma era stato già reso disponibile nei siti specializzati per il download digitale dal 9 febbraio, stesso periodo in cui è cominciata la sua rotazione radiofonica e la trasmissione del videoclip a esso legato.
Il singolo ha rappresentato l'ultima pubblicazione di Blunt a essere disponibile in tre diversi formati fisici.

## Video musicale
Il video della canzone, girato interamente in bianco e nero nel Dorset, nel sud-ovest dell'Inghilterra, mostra la storia di un uomo che viaggia per restituire gli effetti personali di un soldato morto a sua moglie. La clip presenta scene della stazione ferroviaria di Wareham, delle case e della valle di Swanage, della regione intorno a St. Aldhelm's Head e della St. Aldhelm's Chapel del XII secolo. La scena del combattimento è stata girata a The Tank Museum, dove Blunt era di stanza durante il suo servizio nell'esercito britannico.

## Tracce
CD single 1
1. Carry You Home (radio edit) – 3:51
2. Young Folks – 3:49

CD single 2
1. Carry You Home (radio edit) – 3:51
2. Same Mistake (Live in Ibiza) – 4:32
3. Carry You Home (video) – 3:55
4. 1973 (AOL session video) – 4:38

7"
1. Carry You Home (radio edit) – 3:51
2. Wisemen (Live in Ibiza) – 4:15

## Classifiche
| Classifica (2008) | Posizione massima |
| ----------------- | ----------------- |
| Austria           | 50                |
| Danimarca         | 37                |
| Germania          | 43                |
| Italia            | 21                |
| Paesi Bassi       | 75                |
| Polonia           | 4                 |
| Regno Unito       | 20                |
| Svizzera          | 16                |